# Saint-Georges-sur-Baulche
Saint-Georges-sur-Baulche är en kommun i departementet Yonne i regionen Bourgogne-Franche-Comté i norra Frankrike. Kommunen ligger i kantonen Auxerre-Sud-Ouest som tillhör arrondissementet Auxerre. År 2022 hade Saint-Georges-sur-Baulche 3 176 invånare.

## Befolkningsutveckling
Antalet invånare i kommunen Saint-Georges-sur-Baulche
| Referens: INSEE |